# Estado Novo (Portugal)
De Estado Novo ("Nieuwe Staat"), of de Tweede Republiek, was het corporatistische autoritaire regime geïnstalleerd in Portugal in 1933. Het werd gesticht na de Revolutie van de 28ste mei van het leger tegen de democratische, maar instabiele Eerste Republiek. De Estado Novo was hevig geïnspireerd door conservatieve en autoritaire ideologieën en werd ontworpen door António de Oliveira Salazar, heerser van Portugal van 1932 totdat hij ziek werd in 1968.
De Estado Novo was vóór de Rooms-Katholieke Kerk en tegen het communisme, socialisme, liberalisme en anti-kolonialisme. Het regime verbood daarnaast de fascistische beweging en in 1934 werd hun leider Francisco Rolão Preto verbannen als onderdeel van een zuivering van het leiderschap van de Nationaal-Syndicalistische Beweging, ook bekend als de camisas azuis (blauwhemden). Salazar hekelde hen als "geïnspireerd door bepaalde buitenlandse modellen" en veroordeelde hun "verheffing van de jeugd, de cultus van geweld door directe actie, het principe van de superioriteit van de politieke staatsmacht in het sociale leven, en de neiging om massabijeenkomsten te organiseren achter een enkele leider" als fundamentele verschillen tussen het fascisme en het katholieke corporatisme van de Estado Novo.
Het regime was een voorstander van het behoud van de Portugese koloniën als een rijk dat zich uitstrekte over meerdere continenten. Tijdens de Estado Novo had Portugal een groot, eeuwenoud rijk met een totale oppervlakte van 2.168.071 km². Na de Tweede Wereldoorlog en de Europese dekolonisatie werd het regime fel bekritiseerd door de internationale gemeenschap, omdat de Estado Novo en zijn geheime politie elementaire burgerlijke vrijheden en politieke vrijheden onderdrukten om aan de macht te blijven en om te voorkomen dat communistische invloeden hun felbegeerde rijk (verder) zou doen uiteenvallen.
Het land trad toe tot de Verenigde Naties in 1955, en was een stichtend lid van de NAVO (1949), OESO (1961) en EVA (1960). In 1968 werd Marcello Caetano benoemd tot premier. Op 25 april 1974 wierp de Anjerrevolutie in Lissabon, een militaire staatsgreep georganiseerd door linkse Portugese militaire officieren - de Beweging van de Strijdkrachten (MFA) - het regime van de Estado Novo omver. De Estado Novo vormt samen met de Ditadura Nacional de historische periode van de Tweede Portugese Republiek.